# Helmuth Wilberg
Helmuth Wilberg (Berlim, 1 de Junho de 1880 — Dresda, 20 de Novembro de 1941) foi um oficial alemão que chegou a cargo de General der Flieger da Luftwaffe durante a Segunda Guerra Mundial.
Morreu num acidente de avião quando viajava para o funeral de Ernst Udet, no dia 20 de Novembro de 1941. Uma outra lenda da Luftwaffe, Werner Mölders, a caminho do funeral de Udet também morreu num acidente de avião.